# Liste des chapelles de Saône-et-Loire
 (novembre 2024).
La liste des chapelles de Saône-et-Loire présente les chapelles de culte catholique situées sur le territoire des communes du départements français de Saône-et-Loire.
Il est fait état des diverses protections dont elles peuvent bénéficier, et notamment les inscriptions et classements au titre des monuments historiques.
Toutes sont situées dans le diocèse d'Autun, Chalon et Mâcon.

## Liste
| Chapelle | Commune                       | Adresse | Coordonnées                      | Notice         | Protection                                                      | Date | Illustration                                               |
| --- | ----------------------------- | ------- | -------------------------------- | -------------- | --------------------------------------------------------------- | ---- | ---------------------------------------------------------- |
| Chapelle du cimetière d'Amanzé                                                                                    | Amanzé                        |         | 46° 19′ 52″ nord, 4° 14′ 27″ est | « PA00113067 » | Inscrit MH Piscine sculptée située à l'intérieur de la chapelle | 1950 | Chapelle du cimetière d'Amanzé                             |
| Chapelle Sainte-Claire de Velée                                                                                   | Anost                         |         | 47° 03′ 18″ nord, 4° 06′ 14″ est |                |                                                                 |      | Image manquante Téléverser                                 |
| Chapelle Notre-Dame-de-la-Touche d'Anzy-le-Duc                                                                    | Anzy-le-Duc                   |         | 46° 17′ 22″ nord, 4° 04′ 19″ est |                |                                                                 |      | Chapelle Notre-Dame-de-la-Touche d'Anzy-le-Duc             |
| Chapelle Saint-Nicolas d'Autun                                                                                    | Autun                         |         | 46° 57′ 20″ nord, 4° 18′ 01″ est | « PA00113074 » | Classé MH                                                       | 1945 | Chapelle Saint-Nicolas d'Autun                             |
| Chapelle de l'hôpital d'Autun                                                                                     | Autun                         |         | à géolocaliser                   |                |                                                                 |      | Image manquante Téléverser                                 |
| Chapelle des Visitandines d'Autun                                                                                 | Autun                         |         | à géolocaliser                   |                |                                                                 |      | Image manquante Téléverser                                 |
| Chapelle du lycée militaire d'Autun                                                                               | Autun                         |         | à géolocaliser                   |                |                                                                 |      | Image manquante Téléverser                                 |
| Chapelle du-Saint-Sacrement d'Autun                                                                               | Autun                         |         | à géolocaliser                   |                |                                                                 |      | Image manquante Téléverser                                 |
| Chapelle Sainte-Anne de l'établissement d'hébergement pour personnes âgées dépendantes Sainte-Anne d'Autun        | Autun                         |         | à géolocaliser                   |                |                                                                 |      | Image manquante Téléverser                                 |
| Chapelle Saint-Georges du lycée militaire d'Autun                                                                 | Autun                         |         | à géolocaliser                   |                |                                                                 |      | Image manquante Téléverser                                 |
| Chapelle Notre-Dame-de-la-Compassion du couvent des Bénédictines d'Autun                                          | Autun                         |         | à géolocaliser                   |                |                                                                 |      | Image manquante Téléverser                                 |
| Chapelle Saint-Anne d'Autun                                                                                       | Autun                         |         | à géolocaliser                   |                |                                                                 |      | Chapelle Saint-Anne d'Autun                                |
| Chapelle Notre-Dame-des-Bonnes-Œuvres-et-des-Sept-Dormants                                                        | Autun                         |         | à géolocaliser                   |                |                                                                 |      | Chapelle Notre-Dame-des-Bonnes-Œuvres-et-des-Sept-Dormants |
| Chapelle Notre-Dame-d'Arroux                                                                                      | Autun                         |         | à géolocaliser                   |                |                                                                 |      | Chapelle Notre-Dame-d'Arroux                               |
| Chapelle Saint-Martin de Repas                                                                                    | Auxy                          |         | à géolocaliser                   |                |                                                                 |      | Image manquante Téléverser                                 |
| Chapelle Saint-Étienne d'Azé                                                                                      | Azé                           |         | à géolocaliser                   |                |                                                                 |      | Image manquante Téléverser                                 |
| Chapelle du château de Beaubery                                                                                   | Beaubery                      |         | à géolocaliser                   |                |                                                                 |      | Image manquante Téléverser                                 |
| Chapelle du château de Beaurepaire-en-Bresse                                                                      | Beaurepaire-en-Bresse         |         | à géolocaliser                   |                |                                                                 |      | Image manquante Téléverser                                 |
| Chapelle des moines de Berzé-la-Ville                                                                             | Berzé-la-Ville                |         | 46° 21′ 49″ nord, 4° 42′ 02″ est | « PA00113113 » | Classé MH                                                       | 1893 | Chapelle des moines de Berzé-la-Ville                      |
| Chapelle du château de Berzé-le-Châtel                                                                            | Berzé-le-Châtel               |         | à géolocaliser                   |                |                                                                 |      | Image manquante Téléverser                                 |
| Chapelle Sainte-Marguerite de Cruchaud                                                                            | Bissey-sous-Cruchaud          |         | à géolocaliser                   |                |                                                                 |      | Image manquante Téléverser                                 |
| Chapelle Saint-Philippe-et-Saint-Jean-Argensis de Charcuble                                                       | Bissy-la-Mâconnaise           |         | 46° 29′ 14″ nord, 4° 45′ 50″ est |                |                                                                 |      | Image manquante Téléverser                                 |
| Chapelle de l'établissement d'hébergement pour personnes âgées dépendantes de Bonnay                              | Bonnay                        |         | à géolocaliser                   |                |                                                                 |      | Image manquante Téléverser                                 |
| Chapelle du château de Chassignolles de Saint-Hippolyte                                                           | Bonnay                        |         | à géolocaliser                   |                |                                                                 |      | Image manquante Téléverser                                 |
| Chapelle de l'hôpital de Bourbon-Lancy                                                                            | Bourbon-Lancy                 |         | 46° 37′ 04″ nord, 3° 45′ 53″ est |                |                                                                 |      | Chapelle de l'hôpital de Bourbon-Lancy                     |
| Chapelle Saint-Denis de Bourbon-Lancy                                                                             | Bourbon-Lancy                 |         | 46° 37′ 30″ nord, 3° 45′ 04″ est |                |                                                                 |      | Chapelle Saint-Denis de Bourbon-Lancy                      |
| Chapelle de Bourgvilain                                                                                           | Bourgvilain                   |         | 46° 22′ 20″ nord, 4° 38′ 01″ est |                |                                                                 |      | Chapelle de Bourgvilain                                    |
| Chapelle du château de Bresse-sur-Grosne                                                                          | Bresse-sur-Grosne             |         | à géolocaliser                   |                |                                                                 |      | Image manquante Téléverser                                 |
| Chapelle Saint-Ferréol de Saint-Forgeuil                                                                          | Bresse-sur-Grosne             |         | à géolocaliser                   |                |                                                                 |      | Image manquante Téléverser                                 |
| Chapelle Saint-Vincent de Colombier-le-Haut                                                                       | Bresse-sur-Grosne             |         | à géolocaliser                   |                |                                                                 |      | Image manquante Téléverser                                 |
| Chapelle de Burnand                                                                                               | Burnand                       |         | à géolocaliser                   |                |                                                                 |      | Image manquante Téléverser                                 |
| Chapelle Saint-Martin de Saint-Martin de Croix                                                                    | Burnand                       |         | à géolocaliser                   |                |                                                                 |      | Image manquante Téléverser                                 |
| Chapelle de la Colombière                                                                                         | Chalon-sur-Saône              |         | 46° 47′ 05″ nord, 4° 50′ 53″ est | « PA00132968 » | Classé MH                                                       | 1996 | Chapelle de la Colombière                                  |
| Chapelle de l'hôpital de l'île Saint-Laurent                                                                      | Chalon-sur-Saône              |         | à géolocaliser                   |                |                                                                 |      | Image manquante Téléverser                                 |
| Chapelle de l'institut Saint-Dominique de Chalon-sur-Saône                                                        | Chalon-sur-Saône              |         | 46° 47′ 17″ nord, 4° 51′ 05″ est |                |                                                                 |      | Chapelle de l'institut Saint-Dominique de Chalon-sur-Saône |
| Chapelle des Carmes de Chalon-sur-Saône                                                                           | Chalon-sur-Saône              |         | à géolocaliser                   |                |                                                                 |      | Image manquante Téléverser                                 |
| Chapelle désaffectée du lycée Émiland Gauthey de Chalon-sur-Saône                                                 | Chalon-sur-Saône              |         | à géolocaliser                   |                |                                                                 |      | Image manquante Téléverser                                 |
| Chapelle du Carmel de Chalon-sur-Saône                                                                            | Chalon-sur-Saône              |         | à géolocaliser                   |                |                                                                 |      | Image manquante Téléverser                                 |
| Chapelle du couvent des Ursulines de Chalon-sur-Saône                                                             | Chalon-sur-Saône              |         | à géolocaliser                   |                |                                                                 |      | Image manquante Téléverser                                 |
| Chapelle Notre-Dame de la Citadelle de Chalon-sur-Saône                                                           | Chalon-sur-Saône              |         | à géolocaliser                   |                |                                                                 |      | Image manquante Téléverser                                 |
| Chapelle Saint-André de Tourny                                                                                    | Changy                        |         | 46° 24′ 12″ nord, 4° 15′ 12″ est |                |                                                                 |      | Image manquante Téléverser                                 |
| Chapelle de l'ancien prieuré Sainte-Madeleine de Charolles                                                        | Charolles                     |         | à géolocaliser                   |                |                                                                 |      | Image manquante Téléverser                                 |
| Chapelle dite du Gros Bon-Dieu ou du Gros Caillou de Charolles                                                    | Charolles                     |         | à géolocaliser                   |                |                                                                 |      | Image manquante Téléverser                                 |
| Chapelle du centre hospitalier de Charolles                                                                       | Charolles                     |         | à géolocaliser                   |                |                                                                 |      | Image manquante Téléverser                                 |
| Chapelle Saint-Roch de Charolles                                                                                  | Charolles                     |         | à géolocaliser                   |                |                                                                 |      | Image manquante Téléverser                                 |
| Chapelle Saint-Claude de Corchanu                                                                                 | Chassey-le-Camp               |         | à géolocaliser                   |                |                                                                 |      | Image manquante Téléverser                                 |
| Chapelle Sainte-Catherine de Nantoux                                                                              | Chassey-le-Camp               |         | à géolocaliser                   |                |                                                                 |      | Image manquante Téléverser                                 |
| Chapelle Sainte-Catherine de Chassey-le-Camp                                                                      | Chassey-le-Camp               |         | à géolocaliser                   |                |                                                                 |      | Image manquante Téléverser                                 |
| Chapelle du Vieux Bourg de Chassigny-sous-Dun                                                                     | Chassigny-sous-Dun            |         | à géolocaliser                   |                |                                                                 |      | Image manquante Téléverser                                 |
| Chapelle castrale de Mimande                                                                                      | Chaudenay                     |         | à géolocaliser                   |                |                                                                 |      | Chapelle castrale de Mimande                               |
| Chapelle du couvent des Sœurs de l'Enfant-Jésus de Chauffailles                                                   | Chauffailles                  |         | à géolocaliser                   |                |                                                                 |      | Image manquante Téléverser                                 |
| Chapelle Notre-Dame-du-Sacré-Cœur de l'Hermitage                                                                  | Chauffailles                  |         | 46° 11′ 50″ nord, 4° 19′ 36″ est |                |                                                                 |      | Image manquante Téléverser                                 |
| Chapelle du château de Chenôves                                                                                   | Chenôves                      |         | à géolocaliser                   |                |                                                                 |      | Chapelle du château de Chenôves                            |
| Chapelle Notre-Dame de Châtenoy-en-Bresse                                                                         | Châtenoy-en-Bresse            |         | 46° 47′ 24″ nord, 4° 54′ 50″ est |                |                                                                 |      | Chapelle Notre-Dame de Châtenoy-en-Bresse                  |
| Chapelle du château de Cruzille                                                                                   | Châtenoy-le-Royal             |         | 46° 48′ 16″ nord, 4° 48′ 07″ est | « PA71000009 » | Classé MH                                                       | 2001 | Chapelle du château de Cruzille                            |
| Chapelle Saint-Odilon de Cluny                                                                                    | Cluny                         |         | 46° 25′ 51″ nord, 4° 39′ 17″ est | « PA71000001 » | Classé MH Eléments médiévaux                                    | 1996 | Chapelle Saint-Odilon de Cluny                             |
| Chapelle de l'Hôtel-Dieu de Cluny                                                                                 | Cluny                         |         | à géolocaliser                   |                |                                                                 |      | Image manquante Téléverser                                 |
| Chapelle Saint-Joseph du couvent des Récollets de Cluny                                                           | Cluny                         |         | 46° 25′ 57″ nord, 4° 39′ 27″ est |                |                                                                 |      | Chapelle Saint-Joseph du couvent des Récollets de Cluny    |
| Chapelle Jean de Bourbon de l'abbaye de Cluny                                                                     | Cluny                         |         | à géolocaliser                   |                |                                                                 |      | Chapelle Jean de Bourbon de l'abbaye de Cluny              |
| Chapelle Saint-Laurent de la chapelle de Cotte                                                                    | Cortambert                    |         | à géolocaliser                   |                |                                                                 |      | Image manquante Téléverser                                 |
| Chapelle de la maison de retraite de Couches                                                                      | Couches                       |         | à géolocaliser                   |                |                                                                 |      | Image manquante Téléverser                                 |
| Chapelle du prieuré Saint-Georges de Couches                                                                      | Couches                       |         | à géolocaliser                   |                |                                                                 |      | Image manquante Téléverser                                 |
| Chapelle Saint-Ruff de Couches                                                                                    | Couches                       |         | à géolocaliser                   |                |                                                                 |      | Image manquante Téléverser                                 |
| Chapelle Saint-Barthélemy, église paroissiale de Trizy                                                            | Cronat                        |         | à géolocaliser                   |                |                                                                 |      | Image manquante Téléverser                                 |
| Chapelle Saint-Jacques de Cuiseaux                                                                                | Cuiseaux                      |         | 46° 29′ 30″ nord, 5° 23′ 29″ est | « IA71001280 » |                                                                 |      | Chapelle Saint-Jacques de Cuiseaux                         |
| Chapelle Sainte-Marthe de l'hôpital de Cuiseaux                                                                   | Cuiseaux                      |         | à géolocaliser                   |                |                                                                 |      | Chapelle Sainte-Marthe de l'hôpital de Cuiseaux            |
| Chapelle de la maison de retraite de la Louère                                                                    | Cuisery                       |         | à géolocaliser                   |                |                                                                 |      | Image manquante Téléverser                                 |
| Chapelle Notre-Dame de la Chaux                                                                                   | Cuisery                       |         | 46° 34′ 17″ nord, 4° 59′ 07″ est |                |                                                                 |      | Chapelle Notre-Dame de la Chaux                            |
| Chapelle de Champlong                                                                                             | Curgy                         |         | à géolocaliser                   |                |                                                                 |      | Image manquante Téléverser                                 |
| Chapelle Saint-Sébastien de Montcimet                                                                             | Cussy-en-Morvan               |         | à géolocaliser                   |                |                                                                 |      | Image manquante Téléverser                                 |
| Chapelle funéraire de Digoin                                                                                      | Digoin                        |         | 46° 28′ 38″ nord, 3° 59′ 19″ est |                |                                                                 |      | Image manquante Téléverser                                 |
| Chapelle du château de Dompierre-sous-Sanvignes                                                                   | Dompierre-sous-Sanvignes      |         | à géolocaliser                   |                |                                                                 |      | Image manquante Téléverser                                 |
| Chapelle Saint-Jacques du Buet                                                                                    | Dracy-le-Fort                 |         | à géolocaliser                   |                |                                                                 |      | Image manquante Téléverser                                 |
| Chapelle Saint-Prix de Dyo                                                                                        | Dyo                           |         | 46° 20′ 53″ nord, 4° 17′ 54″ est |                |                                                                 |      | Chapelle Saint-Prix de Dyo                                 |
| Chapelle Saint-Roch de Mans                                                                                       | Dyo                           |         | à géolocaliser                   |                |                                                                 |      | Image manquante Téléverser                                 |
| Chapelle de Fleurville                                                                                            | Fleurville                    |         | à géolocaliser                   |                |                                                                 |      | Image manquante Téléverser                                 |
| Chapelle Saint-Claude de la Barnaudière                                                                           | Fleury-la-Montagne            |         | à géolocaliser                   |                |                                                                 |      | Image manquante Téléverser                                 |
| Chapelle Saint-Joseph d'Aux Rues                                                                                  | Fleury-la-Montagne            |         | à géolocaliser                   |                |                                                                 |      | Image manquante Téléverser                                 |
| Chapelle Notre-Dame du séminaire de Rimont                                                                        | Fley                          |         | à géolocaliser                   |                |                                                                 |      | Chapelle Notre-Dame du séminaire de Rimont                 |
| Chapelle du château du château des Crozes                                                                         | Frontenaud                    |         | 46° 32′ 28″ nord, 5° 18′ 29″ est |                |                                                                 |      | Chapelle du château du château des Crozes                  |
| Chapelle de Gigny-sur-Saône                                                                                       | Gigny-sur-Saône               |         | à géolocaliser                   |                |                                                                 |      | Image manquante Téléverser                                 |
| Chapelle Notre-Dame-de-Pitié de la Maison-Dieu de Givry                                                           | Givry                         |         | à géolocaliser                   |                |                                                                 |      | Image manquante Téléverser                                 |
| Chapelle du Saint-Esprit de Hurigny                                                                               | Hurigny                       |         | à géolocaliser                   |                |                                                                 |      | Image manquante Téléverser                                 |
| Chapelle du Tronchy                                                                                               | Iguerande                     |         | 46° 12′ 22″ nord, 4° 04′ 34″ est | « PA71000070 » | Inscrit MH                                                      | 2014 | Chapelle du Tronchy                                        |
| Chapelle Sainte-Bénédicte de Domange                                                                              | Igé                           |         | 46° 24′ 11″ nord, 4° 44′ 35″ est | « PA00113296 » | Classé MH                                                       | 1938 | Chapelle Sainte-Bénédicte de Domange                       |
| Chapelle Sainte-Marie-Madeleine de Rains                                                                          | Joncy                         |         | à géolocaliser                   |                |                                                                 |      | Image manquante Téléverser                                 |
| Chapelle seigneuriale église paroissiale de Joncy                                                                 | Joncy                         |         | à géolocaliser                   |                |                                                                 |      | Image manquante Téléverser                                 |
| Chapelle de Marciat                                                                                               | Joudes                        |         | à géolocaliser                   |                |                                                                 |      | Image manquante Téléverser                                 |
| Chapelle castrale de Ponneau                                                                                      | Jully-lès-Buxy                |         | à géolocaliser                   |                |                                                                 |      | Image manquante Téléverser                                 |
| Chapelle Saint-Sylvestre de L'Hôpital-le-Mercier                                                                  | L'Hôpital-le-Mercier          |         | 46° 23′ 15″ nord, 4° 00′ 54″ est |                |                                                                 |      | Chapelle Saint-Sylvestre de L'Hôpital-le-Mercier           |
| Chapelle ruinée de la Basse-Cour                                                                                  | La Boulaye                    |         | à géolocaliser                   |                |                                                                 |      | Image manquante Téléverser                                 |
| Chapelle Saint-Thibault de La Chapelle-au-Mans                                                                    | La Chapelle-au-Mans           |         | à géolocaliser                   |                |                                                                 |      | Image manquante Téléverser                                 |
| Chapelle de la maison de retraite de La Chapelle-de-Guinchay                                                      | La Chapelle-de-Guinchay       |         | 46° 12′ 40″ nord, 4° 45′ 12″ est |                |                                                                 |      | Image manquante Téléverser                                 |
| Chapelle Notre-Dame-de-l'Assomption du Vieux Bourg                                                                | La Chapelle-sous-Dun          |         | à géolocaliser                   |                |                                                                 |      | Image manquante Téléverser                                 |
| Chapelle Sainte-Avoye de La Clayette                                                                              | La Clayette                   |         | 46° 17′ 28″ nord, 4° 18′ 35″ est | « PA00113217 » | Inscrit MH                                                      | 1949 | Chapelle Sainte-Avoye de La Clayette                       |
| Chapelle Saint-Roch de La Clayette                                                                                | La Clayette                   |         | à géolocaliser                   |                |                                                                 |      | Image manquante Téléverser                                 |
| Chapelle de Condemène                                                                                             | La Loyère                     |         | 46° 49′ 43″ nord, 4° 50′ 25″ est |                |                                                                 |      | Image manquante Téléverser                                 |
| Chapelle Sainte-Claire de La Motte-Saint-Jean                                                                     | La Motte-Saint-Jean           |         | à géolocaliser                   |                |                                                                 |      | Image manquante Téléverser                                 |
| Chapelle Saint-Martin de Nancelle                                                                                 | La Roche-Vineuse              |         | 46° 21′ 16″ nord, 4° 45′ 55″ est |                |                                                                 |      | Chapelle Saint-Martin de Nancelle                          |
| Chapelle du château de La Salle                                                                                   | La Salle                      |         | à géolocaliser                   |                |                                                                 |      | Image manquante Téléverser                                 |
| Chapelle Notre-Dame-de-Confort de Lenoux                                                                          | Laives                        |         | 46° 38′ 32″ nord, 4° 50′ 51″ est | « PA00113304 » | Inscrit MH                                                      | 1996 | Chapelle Notre-Dame-de-Confort de Lenoux                   |
| Chapelle Saint-Bonnet de Laives                                                                                   | Laives                        |         | à géolocaliser                   |                |                                                                 |      | Image manquante Téléverser                                 |
| Chapelle du Martrat                                                                                               | Le Rousset-Marizy             |         | à géolocaliser                   |                |                                                                 |      | Image manquante Téléverser                                 |
| Chapelle Saint-Quentin du Rousset                                                                                 | Le Rousset-Marizy             |         | 46° 33′ 27″ nord, 4° 29′ 15″ est | « PA00113406 » | Inscrit MH                                                      | 1971 | Chapelle Saint-Quentin du Rousset                          |
| Chapelle Saint-Amable de Saint-Amable                                                                             | Ligny-en-Brionnais            |         | à géolocaliser                   |                |                                                                 |      | Image manquante Téléverser                                 |
| Chapelle de l'Hôtel-Dieu de Louhans                                                                               | Louhans                       |         | à géolocaliser                   |                |                                                                 |      | Image manquante Téléverser                                 |
| Chapelle oratoire Saint-Laurent de Collonges                                                                      | Lournand                      |         | à géolocaliser                   |                |                                                                 |      | Image manquante Téléverser                                 |
| Chapelle Saint-Hubert du château de Lourdon                                                                       | Lournand                      |         | 46° 27′ 39″ nord, 4° 39′ 12″ est |                |                                                                 |      | Image manquante Téléverser                                 |
| Chapelle du château de Visigneux                                                                                  | Lucenay-l'Évêque              |         | à géolocaliser                   |                |                                                                 |      | Image manquante Téléverser                                 |
| Ancienne chapelle Saint-Hubert de Lucenay-l'Évêque                                                                | Lucenay-l'Évêque              |         | à géolocaliser                   |                |                                                                 |      | Image manquante Téléverser                                 |
| Chapelle Notre-Dame-de-Pitié de Lugny                                                                             | Lugny                         |         | 46° 29′ 41″ nord, 4° 49′ 26″ est |                |                                                                 |      | Chapelle Notre-Dame-de-Pitié de Lugny                      |
| Chapelle de Dulphey                                                                                               | Mancey                        |         | à géolocaliser                   |                |                                                                 |      | Image manquante Téléverser                                 |
| Chapelle du Calvaire de Marcigny                                                                                  | Marcigny                      |         | 46° 16′ 47″ nord, 4° 02′ 26″ est | « IA71001784 » |                                                                 |      | Chapelle du Calvaire de Marcigny                           |
| Chapelle des Abergeries                                                                                           | Marcigny                      |         | 46° 16′ 42″ nord, 4° 02′ 27″ est | « IA71001796 » |                                                                 |      | Chapelle des Abergeries                                    |
| Chapelle du carmel de la Paix de Mazille                                                                          | Mazille                       |         | à géolocaliser                   |                |                                                                 |      | Image manquante Téléverser                                 |
| Chapelle du prieuré de Mazille                                                                                    | Mazille                       |         | à géolocaliser                   |                |                                                                 |      | Image manquante Téléverser                                 |
| Chapelle du château de Germolles                                                                                  | Mellecey                      |         | 46° 48′ 22″ nord, 4° 45′ 06″ est | « IA71002167 » |                                                                 |      | Chapelle du château de Germolles                           |
| Chapelle Notre-Dame de Marloux de Mellecey                                                                        | Mellecey                      |         | à géolocaliser                   |                |                                                                 |      | Image manquante Téléverser                                 |
| Chapelle de Bourgneuf                                                                                             | Mercurey                      |         | à géolocaliser                   |                |                                                                 |      | Image manquante Téléverser                                 |
| Chapelle désaffectée de Mercurey                                                                                  | Mercurey                      |         | à géolocaliser                   |                |                                                                 |      | Image manquante Téléverser                                 |
| Chapelle Sainte-Odile d'Étroyes                                                                                   | Mercurey                      |         | à géolocaliser                   |                |                                                                 |      | Image manquante Téléverser                                 |
| Chapelle Notre-Dame de la Certenue                                                                                | Mesvres                       |         | 46° 51′ 00″ nord, 4° 16′ 42″ est |                |                                                                 |      | Chapelle Notre-Dame de la Certenue                         |
| Chapelle de Montagny-lès-Buxy                                                                                     | Montagny-lès-Buxy             |         | 46° 42′ 14″ nord, 4° 41′ 24″ est |                |                                                                 |      | Image manquante Téléverser                                 |
| Chapelle Sainte-Catherine de Montbellet                                                                           | Montbellet                    |         | à géolocaliser                   |                |                                                                 |      | Image manquante Téléverser                                 |
| Chapelle Saint-Oyen de Saint-Oyen                                                                                 | Montbellet                    |         | 46° 28′ 22″ nord, 4° 53′ 40″ est |                |                                                                 |      | Image manquante Téléverser                                 |
| Chapelle de Bois Garnier                                                                                          | Montceau-les-Mines            |         | à géolocaliser                   |                |                                                                 |      | Image manquante Téléverser                                 |
| Chapelle Saint-Joseph du Bois du Verne                                                                            | Montceau-les-Mines            |         | 46° 41′ 18″ nord, 4° 20′ 46″ est |                |                                                                 |      | Image manquante Téléverser                                 |
| Chapelle de Condé                                                                                                 | Montceaux-l'Étoile            |         | 46° 22′ 35″ nord, 4° 02′ 43″ est |                |                                                                 |      | Image manquante Téléverser                                 |
| Chapelle du vieux château de Monthelon                                                                            | Monthelon                     |         | à géolocaliser                   |                |                                                                 |      | Chapelle du vieux château de Monthelon                     |
| Chapelle de la communauté des Sœurs des Saints-Anges                                                              | Mâcon                         |         | 46° 18′ 18″ nord, 4° 49′ 29″ est |                |                                                                 |      | Image manquante Téléverser                                 |
| Chapelle de la maison de retraite Sainte-Marthe de Sennecé-lès-Mâcon                                              | Mâcon                         |         | 46° 21′ 48″ nord, 4° 50′ 00″ est |                |                                                                 |      | Image manquante Téléverser                                 |
| Chapelle de la Providence de Mâcon                                                                                | Mâcon                         |         | 46° 18′ 27″ nord, 4° 49′ 32″ est |                |                                                                 |      | Image manquante Téléverser                                 |
| Chapelle de l'école Sainte-Jeanne-d'Arc de Mâcon                                                                  | Mâcon                         |         | 46° 18′ 30″ nord, 4° 49′ 56″ est |                |                                                                 |      | Chapelle de l'école Sainte-Jeanne-d'Arc de Mâcon           |
| Chapelle de l'hôpital de la Charité de Mâcon                                                                      | Mâcon                         |         | à géolocaliser                   |                |                                                                 |      | Image manquante Téléverser                                 |
| Chapelle de l'Hôtel-Dieu de Mâcon                                                                                 | Mâcon                         |         | 46° 18′ 33″ nord, 4° 49′ 50″ est |                |                                                                 |      | Chapelle de l'Hôtel-Dieu de Mâcon                          |
| Chapelle de l'Œuvre de la jeunesse de Mâcon                                                                       | Mâcon                         |         | 46° 18′ 18″ nord, 4° 49′ 28″ est |                |                                                                 |      | Chapelle de l'Œuvre de la jeunesse de Mâcon                |
| Chapelle du couvent de la Visitation de Mâcon                                                                     | Mâcon                         |         | 46° 18′ 29″ nord, 4° 50′ 05″ est |                |                                                                 |      | Chapelle du couvent de la Visitation de Mâcon              |
| Chapelle du couvent des Minimes de Mâcon                                                                          | Mâcon                         |         | 46° 18′ 16″ nord, 4° 49′ 53″ est |                |                                                                 |      | Chapelle du couvent des Minimes de Mâcon                   |
| Chapelle du couvent des Récollets de Mâcon                                                                        | Mâcon                         |         | 46° 18′ 19″ nord, 4° 49′ 55″ est |                |                                                                 |      | Chapelle du couvent des Récollets de Mâcon                 |
| Chapelle du couvent des Ursulines de Mâcon                                                                        | Mâcon                         |         | 46° 18′ 25″ nord, 4° 49′ 59″ est |                |                                                                 |      | Chapelle du couvent des Ursulines de Mâcon                 |
| Chapelle Saint-Brice de Mâcon                                                                                     | Mâcon                         |         | 46° 18′ 15″ nord, 4° 49′ 28″ est |                |                                                                 |      | Chapelle Saint-Brice de Mâcon                              |
| Chapelle de l'ancien couvent des Franciscains de Mâcon                                                            | Mâcon                         |         | 46° 18′ 40″ nord, 4° 49′ 54″ est |                |                                                                 |      | Image manquante Téléverser                                 |
| Chapelle Saint-Antoine-et-Sainte-Françoise de Corlay                                                              | Nanton                        |         | 46° 36′ 18″ nord, 4° 49′ 55″ est | « PA00113374 » | Inscrit MH                                                      | 1942 | Image manquante Téléverser                                 |
| Chapelle de Sully                                                                                                 | Nanton                        |         | à géolocaliser                   |                |                                                                 |      | Image manquante Téléverser                                 |
| Chapelle Saint-Léger de Navilly                                                                                   | Navilly                       |         | 46° 55′ 43″ nord, 5° 08′ 14″ est | « IA71000586 » |                                                                 |      | Image manquante Téléverser                                 |
| Chapelle du manoir de Pancemont                                                                                   | Nochize                       |         | à géolocaliser                   |                |                                                                 |      | Image manquante Téléverser                                 |
| Chapelle Notre-Dame-la-Blanche de Sancenay                                                                        | Oyé                           |         | 46° 18′ 59″ nord, 4° 11′ 52″ est |                |                                                                 |      | Image manquante Téléverser                                 |
| Chapelle de Pomey                                                                                                 | Ozolles                       |         | à géolocaliser                   |                |                                                                 |      | Image manquante Téléverser                                 |
| Chapelle des Blancs, anciennement Sainte-Barbe de Pomey                                                           | Ozolles                       |         | à géolocaliser                   |                |                                                                 |      | Image manquante Téléverser                                 |
| Chapelle du château d'Ozolles                                                                                     | Ozolles                       |         | à géolocaliser                   |                |                                                                 |      | Image manquante Téléverser                                 |
| Chapelle Sainte-Anne de la Croix Leuret                                                                           | Palleau                       |         | 46° 57′ 46″ nord, 5° 01′ 45″ est |                |                                                                 |      | Chapelle Sainte-Anne de la Croix Leuret                    |
| Chapelle Saint-Claude-la-Colombière de Paray-le-Monial                                                            | Paray-le-Monial               |         | 46° 27′ 08″ nord, 4° 07′ 26″ est | « PA71000057 » | Inscrit MH                                                      | 2012 | Chapelle Saint-Claude-la-Colombière de Paray-le-Monial     |
| Chapelle de la Visitation de Paray-le-Monial                                                                      | Paray-le-Monial               |         | 46° 27′ 04″ nord, 4° 07′ 21″ est |                |                                                                 |      | Chapelle de la Visitation de Paray-le-Monial               |
| Chapelle de Bethléem de la congrégation des Auxiliaires du Sacerdoce, consacrée à Jésus-Prêtre de Paray-le-Monial | Paray-le-Monial               |         | à géolocaliser                   |                |                                                                 |      | Image manquante Téléverser                                 |
| Chapelle de l'Hôtel-Dieu de Paray-le-Monial                                                                       | Paray-le-Monial               |         | 46° 27′ 10″ nord, 4° 07′ 21″ est |                |                                                                 |      | Chapelle de l'Hôtel-Dieu de Paray-le-Monial                |
| Chapelle de l'institut médico-éducatif de Paray-le-Monial                                                         | Paray-le-Monial               |         | à géolocaliser                   |                |                                                                 |      | Image manquante Téléverser                                 |
| Chapelle de Paray-le-Monial                                                                                       | Paray-le-Monial               |         | à géolocaliser                   |                |                                                                 |      | Image manquante Téléverser                                 |
| Chapelle du couvent des Dominicaines de Paray-le-Monial                                                           | Paray-le-Monial               |         | à géolocaliser                   |                |                                                                 |      | Image manquante Téléverser                                 |
| Chapelle Notre-Dame de Paray-le-Monial                                                                            | Paray-le-Monial               |         | à géolocaliser                   |                |                                                                 |      | Image manquante Téléverser                                 |
| Chapelle Notre-Dame de Romay                                                                                      | Paray-le-Monial               |         | 46° 26′ 57″ nord, 4° 08′ 31″ est |                |                                                                 |      | Image manquante Téléverser                                 |
| Chapelle Saint-Jean de Paray-le-Monial                                                                            | Paray-le-Monial               |         | 46° 27′ 00″ nord, 4° 07′ 21″ est |                |                                                                 |      | Chapelle Saint-Jean de Paray-le-Monial                     |
| Chapelle Saint-Roch de Paray-le-Monial                                                                            | Paray-le-Monial               |         | à géolocaliser                   |                |                                                                 |      | Image manquante Téléverser                                 |
| Dôme des Chapelains de Paray-le-Monial                                                                            | Paray-le-Monial               |         | 46° 26′ 58″ nord, 4° 07′ 25″ est |                |                                                                 |      | Dôme des Chapelains de Paray-le-Monial                     |
| Chapelle Sainte-Marguerite-Marie du Sacré-Cœur de Paray-le-Monial                                                 | Paray-le-Monial               |         | à géolocaliser                   |                |                                                                 |      | Image manquante Téléverser                                 |
| Chapelle Sainte-Claire du monastère des Clarisses de Paray-le-Monial                                              | Paray-le-Monial               |         | à géolocaliser                   |                |                                                                 |      | Image manquante Téléverser                                 |
| Chapelle de Grandmont                                                                                             | Pierre-de-Bresse              |         | à géolocaliser                   |                |                                                                 |      | Image manquante Téléverser                                 |
| Chapelle du château de Pierreclos                                                                                 | Pierreclos                    |         | à géolocaliser                   |                |                                                                 |      | Image manquante Téléverser                                 |
| Chapelle Sainte-Marie de Semaize-du-Haut                                                                          | Poisson                       |         | à géolocaliser                   |                |                                                                 |      | Image manquante Téléverser                                 |
| Chapelle du château de Montceau de Prissé                                                                         | Prissé                        |         | à géolocaliser                   |                |                                                                 |      | Image manquante Téléverser                                 |
| Chapelle du cimetière de Prissé                                                                                   | Prissé                        |         | 46° 19′ 15″ nord, 4° 44′ 29″ est |                |                                                                 |      | Image manquante Téléverser                                 |
| Chapelle de Rancy                                                                                                 | Rancy                         |         | à géolocaliser                   |                |                                                                 |      | Image manquante Téléverser                                 |
| Chapelle Saint-Michel du Meix-Saint-Michel                                                                        | Rully                         |         | 46° 52′ 25″ nord, 4° 44′ 27″ est | « PA00113551 » | Inscrit MH                                                      | 1991 | Chapelle Saint-Michel du Meix-Saint-Michel                 |
| Chapelle de Pellerey                                                                                              | Rully                         |         | à géolocaliser                   |                |                                                                 |      | Image manquante Téléverser                                 |
| Chapelle d'Agneux                                                                                                 | Rully                         |         | à géolocaliser                   |                |                                                                 |      | Image manquante Téléverser                                 |
| Chapelle de Saint-Denis                                                                                           | Saint-Agnan                   |         | à géolocaliser                   |                |                                                                 |      | Image manquante Téléverser                                 |
| Chapelle Saint-Éloi de Saint-Ambreuil                                                                             | Saint-Ambreuil                |         | à géolocaliser                   |                |                                                                 |      | Image manquante Téléverser                                 |
| Chapelle de l'ancienne abbaye de la Ferté de Saint-Ambreuil                                                       | Saint-Ambreuil                |         | à géolocaliser                   |                |                                                                 |      | Image manquante Téléverser                                 |
| Chapelle de la Croix Rousse                                                                                       | Saint-Bonnet-de-Cray          |         | à géolocaliser                   |                |                                                                 |      | Image manquante Téléverser                                 |
| Chapelle de Saint-Bérain-sur-Dheune                                                                               | Saint-Bérain-sur-Dheune       |         | 46° 49′ 24″ nord, 4° 36′ 06″ est |                |                                                                 |      | Chapelle de Saint-Bérain-sur-Dheune                        |
| Chapelle de Saint-Christophe-en-Brionnais                                                                         | Saint-Christophe-en-Brionnais |         | à géolocaliser                   |                |                                                                 |      | Image manquante Téléverser                                 |
| Chapelle de la Magdeleine de Saint-Gengoux-le-National                                                            | Saint-Gengoux-le-National     |         | à géolocaliser                   |                |                                                                 |      | Image manquante Téléverser                                 |
| Chapelle Sainte-Geneviève du Petit Bois                                                                           | Saint-Julien-de-Civry         |         | à géolocaliser                   |                |                                                                 |      | Image manquante Téléverser                                 |
| Chapelle de Jonzy                                                                                                 | Saint-Julien-de-Jonzy         |         | à géolocaliser                   |                |                                                                 |      | Image manquante Téléverser                                 |
| Chapelle du pensionnat de Saint-Laurent-en-Brionnais                                                              | Saint-Laurent-en-Brionnais    |         | à géolocaliser                   |                |                                                                 |      | Image manquante Téléverser                                 |
| Chapelle Saint-Martin du Beuvray                                                                                  | Saint-Léger-sous-Beuvray      |         | 46° 55′ 16″ nord, 4° 02′ 12″ est |                |                                                                 |      | Chapelle Saint-Martin du Beuvray                           |
| Chapelle Notre-Dame-des-Coteaux-en-Maconnais, chapelle du Carmel Saint-Joseph de Saint-Martin-Belle-Roche         | Saint-Léger-sous-Beuvray      |         | à géolocaliser                   |                |                                                                 |      | Image manquante Téléverser                                 |
| Chapelle Saint-Benoît de Bellefond                                                                                | Saint-Martin-en-Bresse        |         | 46° 46′ 44″ nord, 5° 04′ 03″ est | « IA71001414 » |                                                                 |      | Image manquante Téléverser                                 |
| Chapelle de la Madeleine de Saint-Martin-en-Bresse                                                                | Saint-Martin-en-Bresse        |         | 46° 45′ 49″ nord, 5° 03′ 32″ est | « IA71001415 » |                                                                 |      | Image manquante Téléverser                                 |
| Chapelle Saint-Martin de Saint-Martin-la-Patrouille                                                               | Saint-Martin-la-Patrouille    |         | 46° 34′ 53″ nord, 4° 33′ 28″ est |                |                                                                 |      | Chapelle Saint-Martin de Saint-Martin-la-Patrouille        |
| Chapelle de Saint-Maurice-en-Rivière                                                                              | Saint-Maurice-en-Rivière      |         | à géolocaliser                   |                |                                                                 |      | Image manquante Téléverser                                 |
| Chapelle Saint-Benoît de Saint-Maurice-lès-Châteauneuf                                                            | Saint-Maurice-lès-Châteauneuf |         | 46° 13′ 06″ nord, 4° 15′ 07″ est | « PA00113450 » | Classé MH Le clocher                                            | 1926 | Chapelle Saint-Benoît de Saint-Maurice-lès-Châteauneuf     |
| Chapelle de Cerize                                                                                                | Saint-Maurice-lès-Châteauneuf |         | 46° 13′ 36″ nord, 4° 14′ 37″ est |                |                                                                 |      | Image manquante Téléverser                                 |
| Chapelle de Bouhy                                                                                                 | Saint-Maurice-lès-Couches     |         | à géolocaliser                   |                |                                                                 |      | Image manquante Téléverser                                 |
| Chapelle Saints-Pierre-et-Paul de Dun                                                                             | Saint-Racho                   |         | 46° 15′ 21″ nord, 4° 20′ 43″ est |                |                                                                 |      | Chapelle Saints-Pierre-et-Paul de Dun                      |
| Chapelle Saints-Pierre-et-Paul de Dun                                                                             | Saint-Racho                   |         | 46° 15′ 21″ nord, 4° 20′ 43″ est |                |                                                                 |      | Chapelle Saints-Pierre-et-Paul de Dun                      |
| Chapelle Saint-Laurent de Mazenay                                                                                 | Saint-Sernin-du-Plain         |         | à géolocaliser                   |                |                                                                 |      | Image manquante Téléverser                                 |
| Chapelle Saint-Louis de Cromey-le-Haut                                                                            | Saint-Sernin-du-Plain         |         | à géolocaliser                   |                |                                                                 |      | Image manquante Téléverser                                 |
| Chapelle Saint-Marc de Nion                                                                                       | Saint-Sernin-du-Plain         |         | à géolocaliser                   |                |                                                                 |      | Image manquante Téléverser                                 |
| Chapelle Sainte-Anne-Marianne de Maison-Dru                                                                       | Saint-Symphorien-de-Marmagne  |         | 46° 48′ 44″ nord, 4° 18′ 22″ est |                |                                                                 |      | Image manquante Téléverser                                 |
| Chapelle Saint-Georges de Saint-Georges (Saône-et-Loire)                                                          | Saint-Symphorien-des-Bois     |         | à géolocaliser                   |                |                                                                 |      | Image manquante Téléverser                                 |
| Chapelle du Vieux-Bourg de Saint-Symphorien-des-Bois                                                              | Saint-Symphorien-des-Bois     |         | à géolocaliser                   |                |                                                                 |      | Image manquante Téléverser                                 |
| Chapelle Saint-Georges de Saint-Symphorien-des-Bois                                                               | Saint-Symphorien-des-Bois     |         | 46° 19′ 21″ nord, 4° 16′ 03″ est |                |                                                                 |      | Chapelle Saint-Georges de Saint-Symphorien-des-Bois        |
| Chapelle du doyenné de Bézornay                                                                                   | Saint-Vincent-des-Prés        |         | 46° 29′ 02″ nord, 4° 34′ 16″ est | « IA71003472 » |                                                                 |      | Chapelle du doyenné de Bézornay                            |
| Chapelle Notre-Dame de Saint-Yan                                                                                  | Saint-Yan                     |         | 46° 24′ 56″ nord, 4° 02′ 14″ est | « PA00113463 » | Classé MH Le chœur et le clocher                                | 1913 | Chapelle Notre-Dame de Saint-Yan                           |
| Chapelle Saint-Émiland de Saint-Émiland                                                                           | Saint-Émiland                 |         | à géolocaliser                   |                |                                                                 |      | Image manquante Téléverser                                 |
| Chapelle du presbytère de Savianges                                                                               | Savianges                     |         | à géolocaliser                   |                |                                                                 |      | Image manquante Téléverser                                 |
| Chapelle du prieuré clunisien de Montrachet                                                                       | Savigny-sur-Grosne            |         | à géolocaliser                   |                |                                                                 |      | Image manquante Téléverser                                 |
| Chapelle de Saint-Martin-la-Vallée                                                                                | Semur-en-Brionnais            |         | 46° 15′ 43″ nord, 4° 04′ 42″ est | « PA00113470 » | Inscrit MH                                                      | 1971 | Chapelle de Saint-Martin-la-Vallée                         |
| Chapelle de Montmégin                                                                                             | Semur-en-Brionnais            |         | 46° 16′ 59″ nord, 4° 05′ 44″ est |                |                                                                 |      | Chapelle de Montmégin                                      |
| Chapelle du prieuré Saint-Hugues de Semur-en-Brionnais                                                            | Semur-en-Brionnais            |         | à géolocaliser                   |                |                                                                 |      | Image manquante Téléverser                                 |
| Chapelle Notre-Dame dite de la Perrière de Semur-en-Brionnais                                                     | Semur-en-Brionnais            |         | à géolocaliser                   |                |                                                                 |      | Image manquante Téléverser                                 |
| Chapelle de la maison de retraite de Sennecey-le-Grand                                                            | Sennecey-le-Grand             |         | à géolocaliser                   |                |                                                                 |      | Image manquante Téléverser                                 |
| Chapelle Notre-Dame-des-Neiges de Maison-Dieu                                                                     | Sennecey-le-Grand             |         | à géolocaliser                   |                |                                                                 |      | Image manquante Téléverser                                 |
| Chapelle Saint-Benoît ou Notre-Dame-du-Bon-Secours de Sennecey-le-Grand                                           | Sennecey-le-Grand             |         | à géolocaliser                   |                |                                                                 |      | Image manquante Téléverser                                 |
| Chapelle Saint-Médard de Sens                                                                                     | Sennecey-le-Grand             |         | à géolocaliser                   |                |                                                                 |      | Image manquante Téléverser                                 |
| Chapelle du château de Sercy                                                                                      | Sercy                         |         | à géolocaliser                   |                |                                                                 |      | Image manquante Téléverser                                 |
| Chapelle du centre hospitalier de Sevrey                                                                          | Sevrey                        |         | à géolocaliser                   |                |                                                                 |      | Image manquante Téléverser                                 |
| Chapelle du prieuré de la Grange-du-Bois                                                                          | Solutré-Pouilly               |         | 46° 17′ 34″ nord, 4° 41′ 52″ est |                |                                                                 |      | Chapelle du prieuré de la Grange-du-Bois                   |
| Chapelle du cimetière de Sully                                                                                    | Sully                         |         | à géolocaliser                   |                |                                                                 |      | Image manquante Téléverser                                 |
| Chapelle Notre-Dame de Sully                                                                                      | Sully                         |         | à géolocaliser                   |                |                                                                 |      | Image manquante Téléverser                                 |
| Chapelle Sainte-Anne de Bouton                                                                                    | Sully                         |         | à géolocaliser                   |                |                                                                 |      | Image manquante Téléverser                                 |
| Chapelle Saint-Roch de Morgelle                                                                                   | Sully                         |         | à géolocaliser                   |                |                                                                 |      | Image manquante Téléverser                                 |
| Chapelle de Morcoux                                                                                               | Tavernay                      |         | 47° 01′ 54″ nord, 4° 14′ 32″ est |                |                                                                 |      | Image manquante Téléverser                                 |
| Chapelle Notre-Dame-du-Travail de la Mouille Longue                                                               | Torcy                         |         | à géolocaliser                   |                |                                                                 |      | Image manquante Téléverser                                 |
| Chapelle Saint-Laurent de Tournus                                                                                 | Tournus                       |         | 46° 34′ 11″ nord, 4° 54′ 26″ est | « PA00113490 » | Classé MH                                                       | 1905 | Chapelle Saint-Laurent de Tournus                          |
| Chapelle de l'ancien couvent des Récollets de Tournus                                                             | Tournus                       |         | 46° 33′ 32″ nord, 4° 54′ 53″ est |                |                                                                 |      | Chapelle de l'ancien couvent des Récollets de Tournus      |
| Chapelle de l'Hôtel-Dieu de Tournus                                                                               | Tournus                       |         | 46° 33′ 43″ nord, 4° 54′ 38″ est |                |                                                                 |      | Image manquante Téléverser                                 |
| Chapelle de la maison de retraite des sept fontaines de Tournus                                                   | Tournus                       |         | à géolocaliser                   |                |                                                                 |      | Image manquante Téléverser                                 |
| Chapelle Saint-Humi d'Uchizy                                                                                      | Uchizy                        |         | à géolocaliser                   |                |                                                                 |      | Image manquante Téléverser                                 |
| Chapelle de Varennes-Saint-Sauveur                                                                                | Varennes-Saint-Sauveur        |         | à géolocaliser                   |                |                                                                 |      | Image manquante Téléverser                                 |
| Chapelle Notre-Dame-de-Pitié de Varennes-sous-Dun                                                                 | Varennes-sous-Dun             |         | 46° 17′ 24″ nord, 4° 19′ 08″ est |                |                                                                 |      | Chapelle Notre-Dame-de-Pitié de Varennes-sous-Dun          |
| Chapelle Saint-Blaise de Mussy                                                                                    | Vauban                        |         | à géolocaliser                   |                |                                                                 |      | Image manquante Téléverser                                 |
| Chapelle du château de Terreau de Verosvres                                                                       | Verosvres                     |         | 46° 24′ 24″ nord, 4° 26′ 31″ est |                |                                                                 |      | Chapelle du château de Terreau de Verosvres                |
| Chapelle Saint-Criat de Verchizeuil                                                                               | Verzé                         |         | 46° 22′ 35″ nord, 4° 46′ 04″ est | « PA00113526 » | Inscrit MH                                                      | 1927 | Chapelle Saint-Criat de Verchizeuil                        |
| Chapelle de Verzé                                                                                                 | Verzé                         |         | 46° 22′ 29″ nord, 4° 44′ 19″ est |                |                                                                 |      | Image manquante Téléverser                                 |
| Chapelle Saint-Berthaud de La Chapelle-de-Villard                                                                 | Villeneuve-en-Montagne        |         | 46° 44′ 46″ nord, 4° 34′ 52″ est |                |                                                                 |      | Chapelle Saint-Berthaud de La Chapelle-de-Villard          |
| Chapelle du cimetière de Vitry-en-Charollais                                                                      | Vitry-en-Charollais           |         | 46° 27′ 15″ nord, 4° 03′ 40″ est |                |                                                                 |      | Image manquante Téléverser                                 |
| Chapelle du château de Cypierre                                                                                   | Volesvres                     |         | à géolocaliser                   |                |                                                                 |      | Image manquante Téléverser                                 |
| Chapelle Saint-Louis d'Écuelles                                                                                   | Écuelles                      |         | 46° 57′ 07″ nord, 5° 03′ 25″ est | « IA71000553 » |                                                                 |      | Image manquante Téléverser                                 |
| Chapelle Sainte-Croix de Dinay                                                                                    | Épinac                        |         | 46° 59′ 46″ nord, 4° 29′ 53″ est |                |                                                                 |      | Image manquante Téléverser                                 |
| Chapelle de la Garenne                                                                                            | Épinac                        |         | 46° 59′ 15″ nord, 4° 31′ 56″ est |                |                                                                 |      | Image manquante Téléverser                                 |
| Chapelle Sainte-Madeleine de Montartaux                                                                           | Épinac                        |         | 46° 59′ 18″ nord, 4° 33′ 03″ est |                |                                                                 |      | Image manquante Téléverser                                 |
| Chapelle Saint-Roch de Tallant                                                                                    | Étrigny                       |         | 46° 36′ 15″ nord, 4° 48′ 26″ est |                |                                                                 |      | Chapelle Saint-Roch de Tallant                             |